# Brama Piargska

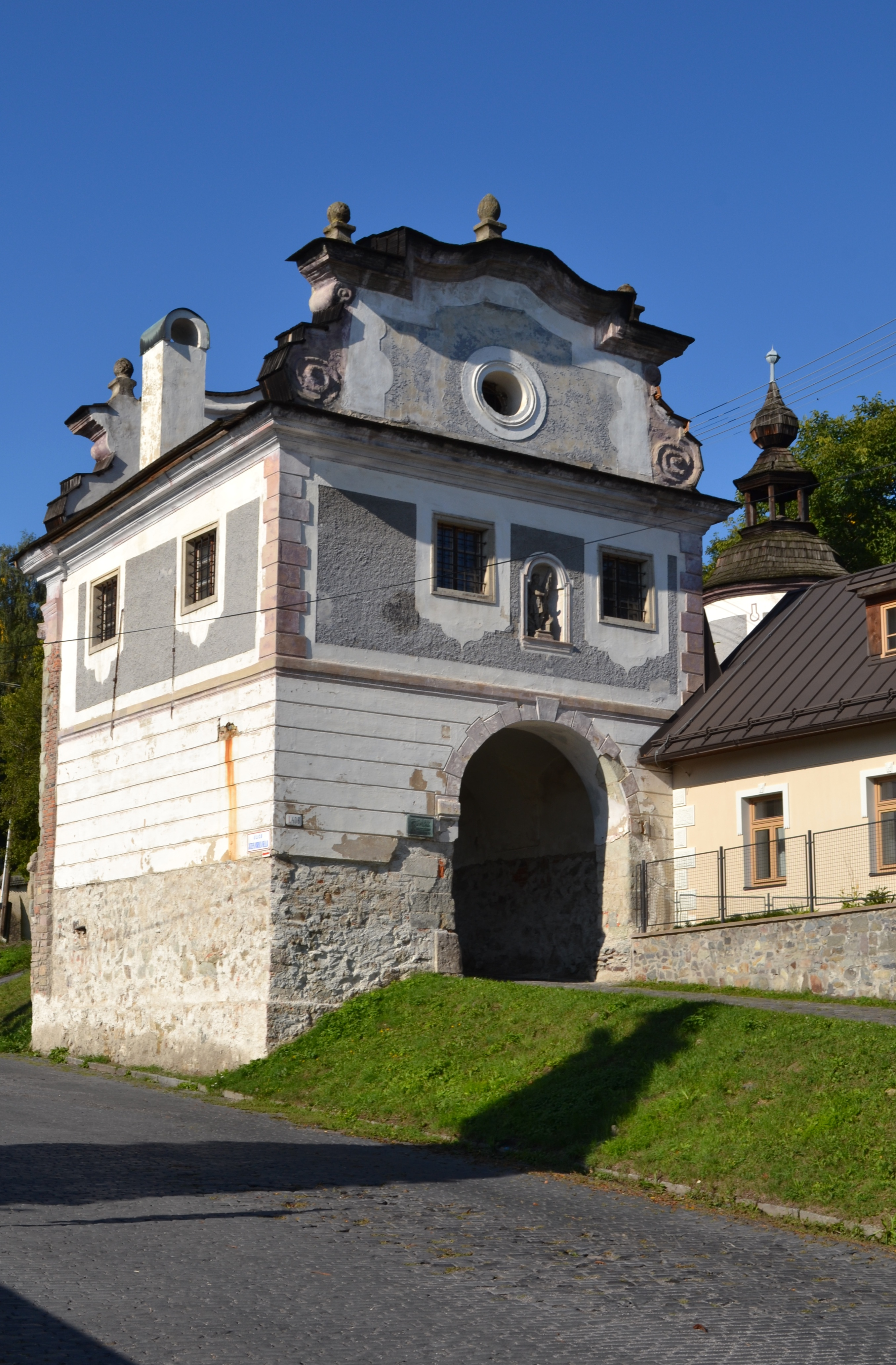
Brama Piargska od strony miasta przed renowacją (2017 r.)

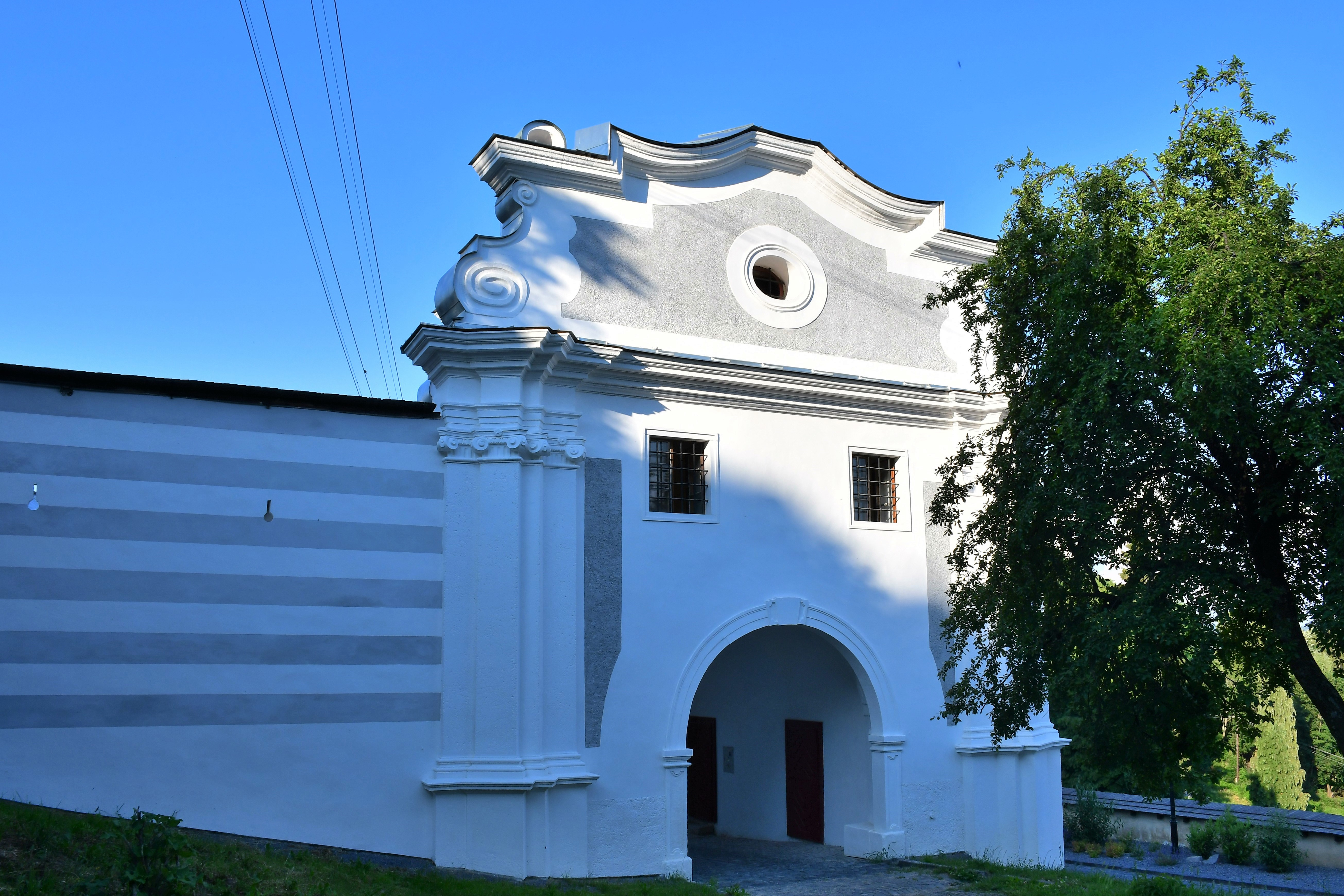
Brama Piargska od strony zewnętrznej w końcowym okresie renowacji (2020 r.)

Brama Piargska (słow. Piargska brána) – dawna brama miejska w Bańskiej Szczawnicy na Słowacji, najstarsza i jedyna zachowana do naszych czasów z trzech głównych bram miejskich (bramy: Piargska, Antolska i Belianska). Chroniona jako zabytek numer 602-2482/1.
Została wybudowana w 1554 r. wraz z nieodległym tzw. Nowym Zamkiem jako część miejskiego systemu obronnego, wznoszonego wówczas w obliczu narastającego zagrożenia ze strony Imperium Osmańskiego. Nazwę dostała od drogi (dziś ul. J. K. Hella), wiodącej niegdyś do sąsiedniej miejscowości górniczej o nazwie Piarg (obecnie część wsi Štiavnické Bane) i dalej w kierunku Pukanca. Pierwotnie renesansowa, przed przyjazdem w 1751 r. do miasta cesarza Franciszka została przebudowana w stylu barokowym.
Murowana, dwukondygnacyjna budowla posiada w dolnej kondygnacji sień przejazdową, a w górnej kondygnacji pomieszczenie, przeznaczone kiedyś dla straży. Nakryta jest dachem dwuspadowym, ze szczytami ukrytymi z obu stron za ozdobnymi frontonami z centralnie umieszczonymi okrągłymi okienkami i esownicami po bokach. Półkoliście zamknięty otwór bramny od strony zewnętrznej obramowany jest pilastrami w stylu jońskim. Od strony miasta nad otworem bramnym, między oknami górnej kondygnacji, wnęka (aedicula) z figurą św. Floriana. Pierwotnie brama z obu stron była połączona krótkimi odcinkami murów z kolistymi basztami. Przed II wojną światową, kiedy już wąska sień przejazdowa nie wystarczała dla rosnącego ruchu i coraz większych pojazdów, wschodnie ramię muru wraz z basztą zostały zburzone, ustępując miejsca nowej ulicy. W 2021 r. zakończono gruntowną renowację budowli.